# Melonpan
Melopan (メロンパン meronpan) er en populær form for bagværk i Japan, Kina og Taiwan.
Melonpan betyder direkte oversat melonbrød. Meron er et låneord fra det engelske melon, der på japansk bruges om sukkermeloner,, idet vandmeloner kaldes for suika. Pan er ligeledes et låneord, der stammer fra det portugisiske ord pão for brød, og som kom til Japan med de japansk-portugisiske kontakter i det 16. århundredes Namban-handel.
Melonpan fremstilles af luftig dej, indhyllet i et tynkt kikse-/mørdejslag med gittermønster. Udseende skal minde om en sukkermelon. Oprindeligt indeholdt malonpan ikke melon, men i nyere tid er tilsætning af aroma eller sirup, sjældnere frugten, dog blevet populært. Den findes desuden varianter, hvor kiksedejen indeholder chokoladestykker, eller hvor der i stedet for melon tilføjes karamel, ahornsirup, chokolade eller andet.